# جیل روتن
جیل روتن (انگلیسی: Jill Rutten؛ زادهٔ ۲ سپتامبر ۱۹۶۸) بازیکن فوتبال اهل ایالات متحده آمریکا است.

وی همچنین در تیم‌های ملی فوتبال زنان ایالات متحده آمریکا، و زنان ایالات متحده آمریکا، بازی کرده‌است.